# 리날도 (오페라)

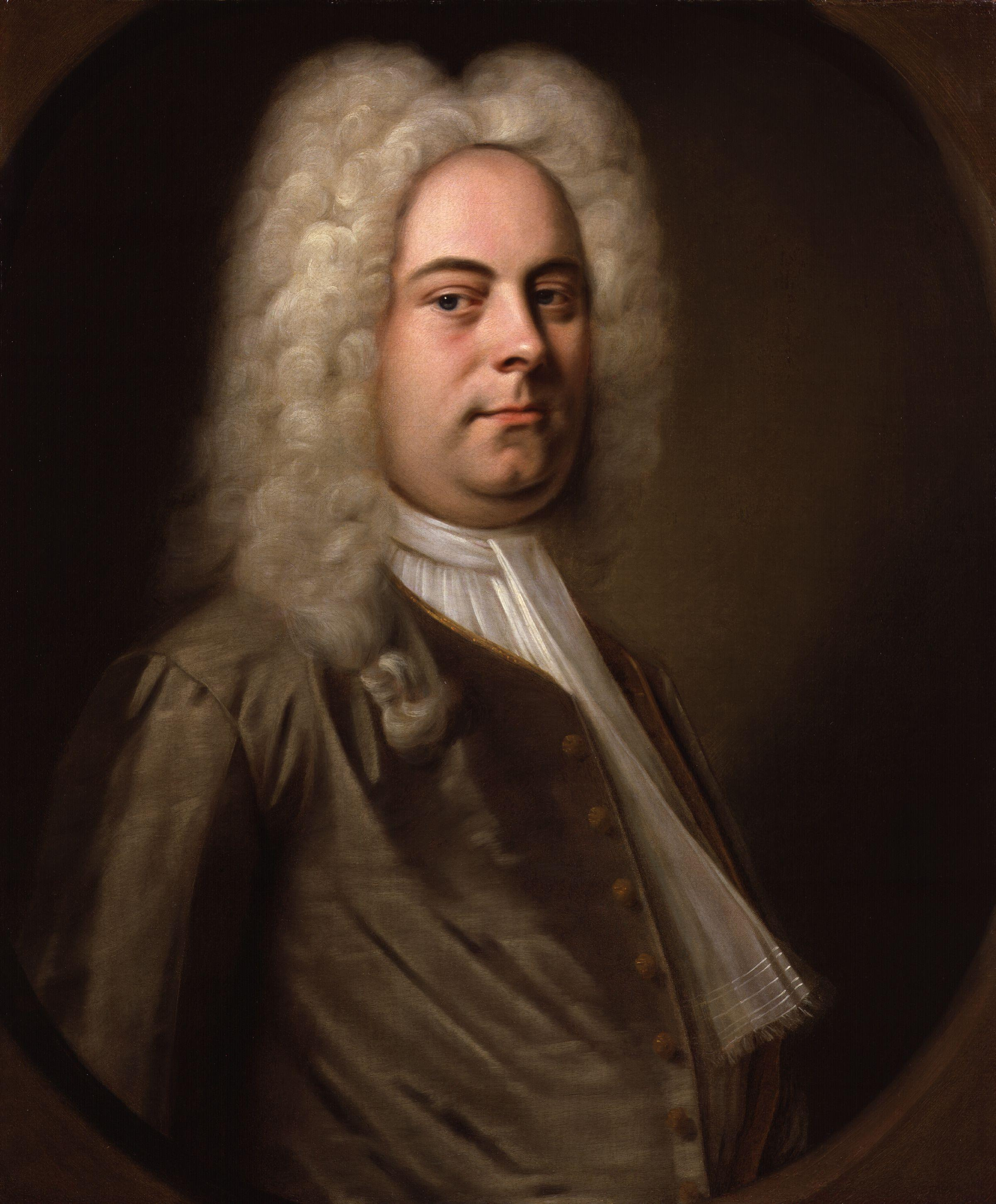

리날도(Rinaldo, HWV 7a - 1711년 판본/HWV 7b -1731년 판본)는 게오르크 프리드리히 헨델이 작곡한 3막의 오페라 세리아이다. 조코모 로시가 토르쿼토 타소의 서사시,《구원된 예루살렘》의 일화를 기초로 이탈리아어 대본을 작성하였다.
리날도는 런던 공연을 위한 헨델의 첫 번째 오페라이자, 특별히 런던 무대를 위해 작곡된 첫 번째 이탈리아어 오페라이다. 그 당시 영국에서 전체 노래를 부르는 음악극으로서의 오페라 개념은 새로운 것이었다. 비록 1701년 조반니 보논치니의 "《카밀라》"의 영국 판본이 굉장한 성공을 거뒀지만, 이탈리아 성악가들의 인기는 재빨리 이탈리아어 오페라를 일반 기준으로 확립시켰다. 런던의 초기 오페라들은 대부분 개작과 모방 작품들로, 새롭게 작곡된 작품을 제공할 수 있는 적절한 경험을 가진 작곡가를 필요로 하였다. 헨델이 1710년 가을 런던에 와서, 그해 초기에 빈에서 매우 성공적인 《아그리피나》 프로덕션으로 그의 가치를 입증하였다.
이 오페라는 1711년 2월 24일 헤이마켓의 여왕 극장에서 처음으로 공연되었다. 이는 굉장한 성공을 거두었고, 부분적으로는 그 당시 대표 카스트라토 중의 두명인 니콜로 그리말디("Nicolini")와 발렌티노 우르바니의 참여로 기인된 것이었다.

## 등장인물
- 리날도 - 십자군의 용사 (알토, 초연 당시에는 카스트라토)
- 고프레도 - 십자군 총사령관 (고드프루아 드 부용) (카운터테너 또는 알토)
- 알미레나 - 고프레도의 딸, 리날도의 연인 (소프라노)
- 에우스타지오 - 고프레도의 형제 (카운터테너 또는 알토, 초연 당시에는 카스트라토)
- 아르간테 - 사라센의 왕 (베이스)
- 아르미다 - 다마스쿠스의 여왕, 마술사, 아르간테의 정부 (소프라노)
- 마고 - 마법사 (바리톤)
- 전령
- 사이렌

## 줄거리
시대:1096년–99년 사이 제1차 십자군 전쟁 시기이다. 고프레도가 이끄는 십자군 군대는 사라센의 왕 아르간테가 억류하던 예루살렘 시 요새에 주둔하였다.

### 1막
- 1장. 예루살렘 요새 밖, 십자군 진영

용사 리날도는 십자군 부대의 장군인 고프레도에게, 만약 예루살렘이 사라센의 왕 아르간테로부터 탈환되면, 고프레도의 딸 알미레나와의 결혼 약속을 지킬 것을 환기시킨다. 알미레나는 리날도가 용감하게 싸울 것을 촉구하고, 사랑에 대한 생각으로 정신을 다른 곳에 팔지 말 것을 당부한다. 전령이 아르간테의 등장을 알린다. 아르간테는 성문으로 나타나, 고프레도에게 3일간의 휴전을 요청하고, 고프레도는 이에 동의한다. 홀로 남자, 아르간테는 그의 첩인 아르미다를 불러들인다. 아르미다는 마술사이자 다마스쿠스의 여왕이기도 하다. 아르미다가 용이 이끄는 전차를 타고 도착한다. 그녀는 아르간테에게 그들의 승리는 리날도를 십자군 부대에서 떨어뜨리는 것에 달려있다고 말한다. 그녀의 마법으로 그를 십자군 진영에서 떨어뜨리도록 유인할 계획을 세운다.
- 2장. 알미레나의 정원

알미레나는 아름다운 과수원에서 새노래를 듣는다. 그녀는 리날도를 만나고, 그녀와 리날도는 그들의 사랑을 맹세한다. 아르미다가 들어와 리날도의 저항에도 불구하고, 불을 뿜어대는 괴물로 가득찬 구름 표면 아래로 알미레나를 납치한다. 고프레도가 그의 형제인 에우스타지오와 함께 등장하자, 리날도는 그들에게 무슨 일이 일어났는지 얘기한다. 에우스타지오는 저 멀리 산에 사는 어떤 마술사로부터 도움을 찾자고 제안한다. 리날도는 바람과 폭풍우를 불러 그가 알미레나를 다시 찾게끔 돕게 한다.

### 2막
- 1장. 광대하고 잔잔한 바다

리날도와 고프레도는 그들이 은둔자를 찾아 여행할 거리에 대해 불평하지만, 에우스타지오는 그들이 목적지에 거의 다달았음을 확신시킨다. 바닷가에 이르러, 고프레도의 경고를 무시하고, 아르미다가 보낸 사이렌이 리날도를 알미레나에게로 데려가주겠다는 약속으로, 그를 배로 유인한다. 고프레도와 에우스타지오는 그걸 방지하려 하지만, 리날도는 그 사이렌과 떠난다.
- 2장. 아르미다의 요술 정원

아르미다의 요술 정원 안에서, 알미레나는 납치된 것에 슬퍼한다. 아르간테가 그녀를 향한 열정을 외치고 접근한다. 알미레나는 그저 자신의 자유를 원하고, 아르간테는 그녀에게 넋이 나가 알미레나를 풀어주겠다고 약속한다. 리날도가 아르미다에게 맞서서, 알미레나를 요구하지만, 아르미다는 리날도에게 반해, 그에게 자신을 바칠 것을 제시한다. 리날도가 거절하자, 아르미다는 리날도가 사랑하는 알미레나의 모습으로 변신한다. 리날도는 처음엔 그에 속지만, 이내 눈치채고 성을 내며, 마구 고함친다. 그가 도망치자, 아르미다는 리날도를 향한 자신의 갈망과 그의 거절에 대한 분노 사이에서 찢겨나간다. 아르간테가 도착하자, 그녀는 그의 죄수를 두고 아르간테의 계획을 떠보기 위해서, 다시 한번 알미레나의 형상으로 변장한다. 아르미다는 다시 원래 모습으로 돌아오고, 아르간테가 그녀의 부정함을 꾸짖자, 그녀는 그에게 맞선다. 그들의 동맹은 끝나게 되고, 아르미다는 아르간테에게 복수를 결심한다.

### 3막
- 1장. 장벽이 있는 무시무시한 산 포위, 그 정상에 위치한 아르미다의 궁전

은둔 마술사는 고프레도와 에우스타지오에게 리날도와 알미레나는 아르미다 궁전에 갇혀 있다고 말한다. 고프레도와 에우스타지오는 그들을 풀어주려는 첫 번째 시도가 실패하자, 마술사는 그들에게 마술 지팡이를 주어, 아르미다의 요술 궁전에 들어가서, 알미레나를 구출할 수 있게끔 한다. 그러나 고프레도와 에우스타지오는 더 늦춰지게 된다.
- 2장.아르미다의 정원

아르미다는 알미레나를 막 찌르려 하던 참에, 리날도가 도착하여 이를 제지한다. 아르미다는 그에 맞서나, 리날도는 마술 지팡이로 정원을 파괴한 고프레도와 에우타지오에 의해 구조된다. 그러나 아르미다는 도망치고, 그 곳은 예루살렘 바깥의 평지로 바뀐다. 리날도는 그들의 동료와 다시 결합하고, 아르미다가 다시 한번 알미레나를 해치려 하자, 리날도는 그걸 막아낸다.
아르미다와 아르간테는 서로 대적하지만, 화해한 후, 기독교인들에게 복수로 위협한다. 에우스타지오는 사라센 군대의 접근 소식을 알리자, 십자군 부대가 모여든다. 리날도는 그 십자군을 전투에서 승리로 이끈다. 아르미다와 아르간테는 붙잡히고, 리날도와 알미레나는 재결합하게 된다. 아르미다는 그녀의 마법 지팡이를 부서뜨리고, 그녀와 아르간테는 기독교로 개종한다.

## 유명 아리아
Lascia ch'io pianga
| 이탈리아어                       | 한국어                           |
| -------------------------------- | -------------------------------- |
| Lascia ch'io pianga              | 나를 울게 하소서                 |
| mia cruda sorte,                 | 내 잔인한 운명 위로,             |
| e che sospiri la libertà.        | 자유를 위해 내가 한숨짓게 하소서 |
| Il duolo infranga queste ritorte | 슬픔이 내 고뇌의 결합을 끊으리라 |
| de' mei martiri sol per pietà.   | 만약 동정심이 있다면.            |

## 오늘날의 리날도
헨델의 다른 오페라 세리아 작품들처럼, 리날도는 거의 200년동안 망각되었다. 그러나 1970년대를 시작으로 이 작품은 정기적으로 재공연되고, 일반 오페라 공연 목록의 일부가 되었다. 라르고 〈날 울게 하소서〉는 오페라 배경을 알지 못하는 수백만을 포함하는 많은 세계 관객들에게 다가가게하는 도구가 되었다. 전체 오페라곡을 녹음한 음반이 여럿 있으며, 또한 정기적으로 상연된다. 1984년 프랑크 고르사로가 감독한 리날도 프로덕션은 미국 메조소프라노 마릴린 혼이 메트로폴리탄 오페라 하우스에서 표제 역을 맡아 공연되었다. 이 작품은 메트로폴리탄 오페라에서 처음으로 공연된 헨델의 오페라이다. 카운터테너 데이비드 다니엘스는 역시 메조소프라노 체칠리아 바르톨리와 함께 크리스토퍼 호그우드는 고음악 아카데미를 지휘로 녹음하였다.